# 서산시·서산군·태안군
서산시·서산군·태안군은 대한민국의 옛 국회의원 선거구이다. 당시 충청남도 서산시, 서산군, 태안군 지역을 관할했다.

## 역사
1989년 1월 1일을 기해 서산군 서산읍이 서산시로 승격되었으며 서산군 태안읍·안면읍·고남면·남면·근흥면·소원면·원북면·이원면이 태안군으로 분리되었다. 이에 제14대 국회의원 선거를 앞두고 서산군 선거구가 서산시·서산군·태안군 선거구로 개편되었다.
1995년 1월 1일을 기해 서산군이 서산시와 통합하여 통합 서산시가 출범했다. 이에 대한민국 제15대 국회의원 선거를 앞두고 서산시·태안군 선거구로 개편되었다.

## 역대 국회의원
| 선거   | 정당 | 정당   | 의원   |
| ------ | ---- | ------ | ------ |
| 1992년 |      | 민주당 | 한영수 |

## 역대 선거 결과

### 대한민국 제14대 국회의원 선거
|  | 34.81% |

|  | 33.54% |

|  | 14.66% |

|  | 10.19% |

|  | 6.77% |

## 같이 보기
- 서산시의 국회의원
- 태안군의 국회의원